# Chivela
Chivela es una comunidad en el municipio de Asunción Ixtaltepec, en Oaxaca. Pertenece a la región del Istmo de Tehuantepec.  

## Geografía
Está ubicada a 16° 25' 28.56"  latitud norte y 94° 35' 39.48"  longitud oeste.

## Población
Según el censo de población de INEGI del 2020: la comunidad cuenta con una población total de 574 habitantes, de los cuales 288 son mujeres y 286 son hombres. Del total de la población 107 personas hablan alguna lengua indígena.
Actualmente en el reciente censo 2020 realizada por el INEGI se arrojan datos que actualmente son 594  habitantes en la comunidad, donde se pueden dividir en dos grupos representativos donde la población masculina es de aproximadamente 286 y la población femenina 288.

## Ocupación
El total de la población económicamente activa es de 217 habitantes, de los cuales 199 son hombres y 18 son mujeres. Muchas personas viven del campo o de empleos que implican la salida de su pueblo durante el día, las ocupaciones que se realizan en esta comunidad puede variar, por ejemplo comúnmente las que más resuenan son trabajos en el campo, herrería, carpintería, albañilería, soldador, entre otros oficios más que se ejercen.